# 聯聚建設
聯聚建設為臺灣的建設公司，1994年由江韋侖創辦。

## 歷史
- 1984年，江韋侖成立「聯聚貿易股份有限公司」，專門製造專業紙[3]。
- 1994年，跨足營建業，成立「聯聚建設股份有限公司」。
- 1996年，在臺中七期推出第一個建案「聯聚和園」，即創下臺中別墅的新天價[4]。
- 2005年，創立子公司「理仁建設股份有限公司」。
- 2020年，首度以「理仁建設」的名義，在七期周圍推出新案「理仁柏舍」。[5]
- 2021年，成立「安理建設股份有限公司」。[6]

## 作品
- 1996 聯聚和園 PEACE VILLA (透天別墅)
- 2000 聯聚和平大廈 PEACE PALACE
- 2005 聯聚公園大廈 PARK PLAZA
- 2006 聯聚東方大廈 ORIENTAL PLAZA
- 2007 聯聚仁愛大廈 CENTRAL PALACE
- 2009 聯聚信義大廈 GRAND PALACE[7]
- 2010 聯聚怡和大廈 JARDINE PALACE
- 2011 聯聚方庭大廈 FOUNTAIN PALACE
- 2013 聯聚雍和大廈 URBAN PALACE
- 2014 聯聚理仁大廈 ROYAL PALACE
- 2017 聯聚保和大廈 SAVOY PALACE
- 2018 聯聚泰和大廈 ART PALACE[8]
- 2019 聯聚中雍大廈 THE LANDMARK (商辦)[9]
- 2021 聯聚瑞和大廈 PLATO PALACE[10][11]

## 興建中作品
- 聯聚瑞安大廈
- 聯聚方瑞大廈
- 聯聚中維大廈 KUMA TOWER (商辦)[12]
- 聯聚理安大廈 LIAN PALACE
- 聯聚玉衡大廈 ALIOTH PALACE[13]
- 聯聚中衡大廈 JUNGHENG PALACE (商辦)

## 規劃中作品
- 聯聚方維大廈 FANG WEI PALACE
- 聯聚中匯大廈 (商辦)

## 外部連結
- 聯聚建設 （页面存档备份，存于）